# Хварско пучко казалиште
Хварско пучко казалиште културни је и друштвени симбол града Хвара. Прво је општинско (комунално) позориште у Европи и треће позориште основано у Европи у Новом веку, у периоду ренесансе. Старија су само Позориште Олимпико (итал. Teatro Olimpico) у Виченци и Античко позориште (Teatro all'antica) у Сабионети али су, за разлику од хварског, ова два позоришта била приватна. Изграђено је у склопу хварског Арсенала из 13. века, а као година довршетка изградње позоришта забележена је 1611–1612. година. Спољашњост зграде је готово у целости задржала свој оригинални изглед, али ренесансни изглед ентеријера није познат због вишекратних адаптација.
Зграда Арсенала, у којој се налази позориште, има статус заштићеног непокретног културног добра. Године 2014. Хварско пучко казалиште постало је део Европске руте историјских театара (The european route of historic theatres), која има за циљ неговање културне баштине одабраних европских позоришта насталих између 1500. и 1900. године.

## Изградња позоришта
Са пропашћу Римског Царства престају активности свих античких позоришта и позоришна уметност пада у заборав, изузев неких једноставнијих облика, као што су жонглирање, пародије, певачки наступи и слични перформанси. Такво стање траје све до касног 16. века, када се отварају прва модерна позоришта, каква данас познајемо. Хварско пучко казалиште једно је од првих. Старија од њега су само Театро Олимпико у Виченци и Античко позориште у Сабионети. Друга позоришта која су се оснивала у то време, попут оних у Енглеској, представљала су импровизоване грађевинске конструкције, а не наменске позоришне зграде од постојаног грађевинског материјала, намењене трајном коришћењу.
Хварско пучко казалиште изграђено је 1612. године заслугом хварског кнеза и провидура Пјетра Семитекола (Pietro Semitecolo), кога је на ову функцију именовала Млетачка Република, јер је у то време Хвар био под млетачком влашћу. За само две године, колико је обављао кнежевску функцију у Хвару (од 1610. до почетка 1613.) П  јетро Семитеколо је успео да око заједничког пројекта, Хварског позоришта, спретно и ефикасно уједини двесто година супротстављене сталеже хварске општине — племиће и грађане. Наиме, борба становништва за равноправан положај са племством достигла је врхунац 1514. године народним превратом који је насилно угушен и после којег се односи све више заоштравају, све до доласка  Пјетра Семитекола на место хварског кнеза. као просвећен човек, предан култури, уочио је заједничку жељу и потребу ондашњих племића и грађана. Стари арсенал из 13. века, који је служио као спремиште за бродове, дограђен је тако што је горњи део ове грађевине пренамењен за позориште, са пространом терасом испред самог улаза. Изнад улаза се налази симболични натпис ANNO SECVNDO PACIS MDCLXII (Друге године мира 1612), који и данас подсећа на успешну миротворску улогу Пјетра Семитекола.

## Девастације и рестаурације
Од свог настанка Хварско позориште памти и раздобља у којима млетачка и градска власт нису имале сензибилитета и разумевања за његов значај. Тако је стагнација позоришног живота у раздобљу између 1795. и 1797. године кулминирала одлуком посљедњег млетачког провидура да се исели комплетан пзоришни инвентар, а простор пренамени за потребе војске, чиме је заувек изгубљен његов каснобарокни изглед. Године 1802. новоосновано Казалишно друштво сакупило је средства за темељну обнову позоришта, одобрену од стране власти. Овога пута ентеријер позоришта је рестауриран  у неокласицистичком стилу. Уз постојећа седећа мјеста у партеру, изграђене су тридесет три ложе распоређене у два реда, од којих је већина била у приватном власништву, а мањи број био је намењен члановима Казалишног друштва.
Од 1888. до 1900. године позориште је, одлуком градских власти, још једном било затворено из сигурносних разлога. У том раздобљу унутрашњост је детаљно уређена у необарокном стилу, на иницијативу и о трошку Казалишног друштва, и уведена су техничка побољшања у складу с тадашњим могућностима.
Током Другог светског рата италијанска војска је 1943. године девастирала позориште, али је оно врло брзо поново обновљено.
Озбиљна рестаурација Хварског пучког казалишта обављена је 1963. године, а 1988. иницијативу за обнову дотрајалог ентеријера преузима Центар за заштиту културне баштине отока Хвара. Под вођством стручњака Центра изведени су темељни радови на реконструкцији дрвених површина, боја и декорације, чиме је очуван ранији изглед. Комплетна рестаурација, започета 90-их, завршена је априла 2019. године. Рестаурирана је конструкција зграде, комплетан ентеријер, ложе, бина, зидне слике... Уграђена је нова, савремена сценска механика и завесна техника.

### Рестаурација зидних слика
Током 19. века настала је декоративна осликана таваница, као и зидне слике на позорници које су служиле као сценска декорација. Зидне слике су више пута обнављане током 19. и 20. века. Последњи конзерваторско-рестаураторски захвати обављени су 1988. године, када су стручњаци тадашњег Рестаураторског завода Хрватске, под горњим осликаним слојем из 1900. открили један још старији слој из ранога 19. века са приказом замишљеног пејзажа. Одлучили су да презентују тај старији слој, а дотада видљиви, касније настали слој скинут је са зида техником страпирања и изложен у Музеју хварске баштине. Двадесетак година касније, стање зидних слика захтевало је понављање конзерваторско-рестаураторских захвата који су обухватили низ поступака и техника: елиминацију влаге и штетних соли, санацију малтера, инјектирање, импрегнацију, консолидацију бојеног слоја, чишћење и заштиту. Радове на сликама је реализовао сплитски Одсек за зидно сликарство, а мозаике и штукатуру Хрватски рестаураторски завод.

## Позоришна делатност
У времену кад је приступ позоришту и позоришној уметности био резервисан искључиво за припаднике племићког сталежа, Хвар је добио општинску позоришну установу која је с једнаким гостопримством прихватала и одгајала генерације оба сталежа. Како племићи, тако и грађани Хвара исказивали су велику наклоност према литерарној уметности, песништву и културном животу уопште. Зато је позориште у ком ће се представе континуирано приказивати било израз потребе културног духа који је још од ранијих времена превладавао на том простору. Изузев краћих повремених прекида, тај континуитет одржао се до данас.
Позоришни живот у Хвару бележи велику разноликост и садржајност и пре изградње саме зграде, па су се у Хвару приказивале различите сценске форме, од средњовековних црквених приказања живота светаца, преко покладних текстова, првих ренесансних драма, комедија, пасторала, а глумили су аматери који су се окупљали у самом позоришту, као и гости — разна путујућа и аматерска позоришна друштва. Луиђи Машек (Luigi Maschek), саветник аустријског Далматинског намјесништва (1814–1918) записао је 70-их година 19. века: „Циљ установе аматерског казалишта у Хвару бијаше одгој младежи и потицање јавног морала, који се подиже разонодом коју пружа казалиште. Овај је циљ увијек био присутан и постоје записи да је и у 17. и 18. стољећу, па надаље, мјесна младеж наступала у том истом театру с драмским представама, увесељавајући и одгајајући хрватски пук ... Према томе, Хвар броји већ готово три стољећа што је у њему, властитим трудом, установљено казалиште за гајење драмске умјетности, што служи на част овом граду, увијек спремном ондје гдје се ради о институцијама које теже узгајању духа и оплемењивању осјећаја.”

### Казалишно друштво
Захваљујући неразумевању млетачке и градске власти крајем 18. века позоришни живот био је у стагнацији, што је кулминирало у периоду између 1795. и 1797. године, када је одлуком посљедњег млетачког провидура исељен комплетан позоришни инвентар, а простор пренамењен за потребе војске. Такво стање трајало је до 1801. године, када се група Хварана љубитеља позоришне уметности ангажовала око прикупљања новца за обнову позоришта сопственим средставима, да би 1802. године било основано и Казалишно друштво. Управо је ово удружење заслужно за континуитет хварског позоришта, јер је оно активно учествовало у његовој темељној обнови и доградњи. Ове захвате на интеријеру одобрила је аустријска власт, пошто је Друштво упутило молбу за обнову позоришта као институције која утиче корисно на социјално и морално васпитањеј становништва. Рестаурацијом ентеријера изграђене су тридесет три ложе распоређене у два реда, од којих је већина била у приватном власништву. Власници ложа били су Хварани и становници других места на Хвару и другим острвима, из свих тадашњих друштвених сталежа: племићке и грађанске породице, лекари, адвокати, јавни бележници, свештеници, трговци, домаћице, али и особе скромнијег статуса.
Престанком постојања Казалишног друштва 1911. године позориште поновно долази под градску, односно општинску управу. Године 1921. општина доноси одлуку према којој све позоришне просторије, укључујући и целокупно гледалиште, постају њено власништво. Други свјетски рат није мимоишао нити оток Хвар, па казалиште биљежи нову девастацију 1943. године, овога пута од талијанске војске, но врло брзо је поновно обновљено.
Данашњи изглед Хварско казалиште задобива 1963. године, а 1988. године иницијативу за обнову дотрајалог интеријера преузима Центар за заштиту културне баштине отока Хвара, те су изведени темељити радови на реконструкцији дрвених површина, боја и декорација, чиме се очувао ранији изглед.

### Позоришна трупа Хварско пучко казалиште
Позоришна трупа Хварско пучко казалиште дуги низ година деловала је у оквиру КУД-а „Др. Орест Жунковић” из Хвара. Први пут се под именом Хварско пучко казалиште јавља у сезони 1969/70, када је Марин Царић (1947—2000), тада млади студент компаративне књижевности са Хвара, а касније угледни хрватски редитељ, основао у клубу Хварана у Загребу са пријатељима аматерску глумачку трупу Хварско пучко казалиште. Први председник био је Милан Лакош, и данас активан као глумац аматер, а у два мандата и градоначелник Хвара, а Марин Царић је до своје преране смрти 2000. године био уметнички руководилац и редитељ ове позоришне трупе. Прву представу — Приказање живота светога Ловринца мученика, извели су 23. јула 1970. Представу су играли у склопу 14. Фестивала казалишних аматера. Била је то уједно и огледна представа за упис Марина Царића на академију. Исте те године поставили су још неколико представа. Следеће године су, због политички неподобног деловања угашени, па су после тога поново деловалиу склоп у КУД-а„Др. Орест Жунковић”. Име су обновили после осамостаљења Хрватске,1991. године.
Репертоар Хварског пучког казалишта, од своје прве представе Приказање живота светога Ловринца мученика, углавном се ослања на богату баштину хварског књижевног круга ренесансног доба.

## Хварско пучко казалиште данас
Хварско пучко казалиште је 2012. године обележило 400 година постојања. Аматерска глумачка трупа Хварско пучко казалиште активна је до данас. Једна су од најуспјешнијих позоришних трупа које су икада деловале у Хрватској, посебно у последњих четрдесетак година.
Зграда Арсенала, у којој се налази позориште, има статус заштићеног непокретног културног добра. Године 2014. Хварско пучко казалиште постало је део Европске руте историјских театара (The european route of historic theatres), која има за циљ неговање културне баштине одабраних европских позоришта насталих између 1500. и 1900. године. Стара позоришта у бившој Југославији су умрежена у Јадранској рути (Adria route). Јадранска рута основана је на инаугурационој конференцији 20. маја 2014. године на Хвару, која је одржана управо у Хварском пучком казалишту. Чине је позоришта из свих некадашњих република, осим Македоније. Јадранска рута се надовезује на Италијанску руту на западу, Царску руту на северу и Црноморску руту на истоку.